# زالفلد
زالفلد (بالألمانية: Saalfeld) هي بلدة ألمانية تقع في ألمانيا في تورينغن.  يقدر عدد سكانها بـ 27,861 نسمة .

## المدن التوأمة
مدينة كولمباخ هي مدينة توأمة لـزالفلد.

## أعلام
- فرانز يوشيا، دوق ساكس-كوبرغ-سالفيلد
- دومينيك بوك
- بترا فيلكه
- سوزان مولر
- توماس هارتمان
- يوهان إرنست الرابع، دوق ساكس-كوبرغ-سالفيلد
- إيراسموس رينهولد
- كريستيان إرنست الثاني، دوق ساكس-كوبرغ-سالفيلد